# Giuseppe Gaggini
Giuseppe Gaggini (Genova, 25 aprile 1791 – Genova, 2 maggio 1867) è stato uno scultore italiano, operante a Genova e Torino.

## Biografia
Figlio di Bernardo e di Geronima Daneri. Rappresenta l'ultima generazione neoclassica nella scultura genovese nel primo Ottocento. Fu allievo di Nicolò Traverso all'Accademia Ligustica; completò quindi la propria formazione a Milano, con Camillo Pacetti e con Gaetano Monti. Nel 1815, dopo aver vinto il concorso governativo di Brera con il bassorilievo La morte di Priamo, si spostò a Roma, dove fu in contatto con Antonio Canova e con Bertel Thorvaldsen.
Nel 1823 rientrò a Genova, dove dal 1830 ottenne la cattedra di scultura dell'Accademia Ligustica (fu suo allievo Santo Varni). Poi, su invito di Carlo Alberto, si recò in Piemonte, dove eseguì opere per i castelli reali di Torino, Racconigi e Pollenzo. Nel 1836 fu nominato regio scultore e professore dell'Accademia Albertina di Torino, carica che ricoprì per un ventennio. Ebbe anche, negli stessi anni, la privativa delle cave di marmo di Perrero, in Val Chisone.
Nel 1856 tornò definitivamente a Genova dove, in età avanzata, contribuì con due opere, una statua raffigurante La Nautica e Cristoforo Colombo al Consiglio di Salamanca, alla realizzazione del monumento a Cristoforo Colombo posto in piazza Acquaverde. Il monumento era una celebrazione risorgimentale e ottimisticamente positivista della scienza e dell'arte della nazione italiana e a esso collaborarono vari autori, dal genovese Santo Varni al taggese Salvatore Revelli al fiorentino Lorenzo Bartolini.
Fu attivo fino al 1867, anno della sua scomparsa.

## Opere (parziale)

### Torino
- Monumento al principe Tommaso di Savoia-Carignano nella cappella della Sindone in duomo.
- Monumento a Vittorio Emanuele I nella piazza della Gran Madre.
- Erme di Ambrogio Spinola e Corrado di Monferrato per la Rotonda dell'Armeria Reale, ora al Museo Nazionale del Risorgimento Italiano, 1843-1844.

### Genova
- Bassorilievo per l'Accademia Ligustica di Belle Arti.
- Statua raffigurante La Nautica per il monumento di Colombo a piazza Acquaverde.
- Cristoforo Colombo al Consiglio di Salamanca, per il monumento di Colombo a piazza Acquaverde, nel riquadro esposto a sud, posta tra i quattro bassorilievi del podio.
- Statua del Genio dell'Armonia, posta sul pronao del teatro Carlo Felice e ora conservata nel museo di S. Agostino, al suo posto è stata posta una copia.
- Busto di Corrado di Monferrato, conservato al Museo del Risorgimento.
- Due angeli dell'altare di Carlo Barabino nella cappella Lercari della cattedrale di san Lorenzo.

### Racconigi (Castello)
- Fregio in gesso con Il Trionfo del Console Paolo Emilio per la sala del biliardo, 1845-1846.
- Pomona per la sala da pranzo.

### Pollenzo
- Fontana e apparati decorativi in marmo per il salone del castello, 1838-1843.
- Croce marmorea nel parco del castello, 1843-1847.

### La Orotava
- Tabernacolo in marmo (1822), presso la chiesa di Santa Maria dell'Immacolata.
- Pulpito in marmo (1823), presso la chiesa di Santa Maria dell'Immacolata.

### Avana, Cuba
- Fuente de los Leones, progettato nel 1836 dall'artista italiano, realizzato in marmo di Carrara. Fuente del Conde de Villanueva è popolarmente noto come Fuente de los Leones per i suoi quattro leoni, uno per ogni angolo, appoggiato su piedistalli con l'acqua che scorre dalle loro bocche. La fontana è stata spostata più volte, ma sempre all'interno del perimetro della piazza.
- Fuente de los Leones, all'Avana.

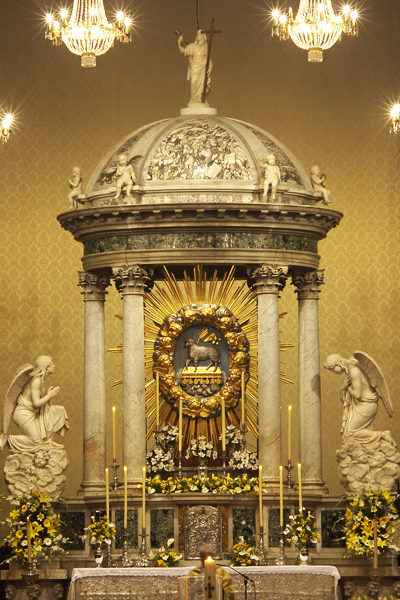
Tabernacolo della chiesa di Santa Maria dell'Immacolata a La Orotava
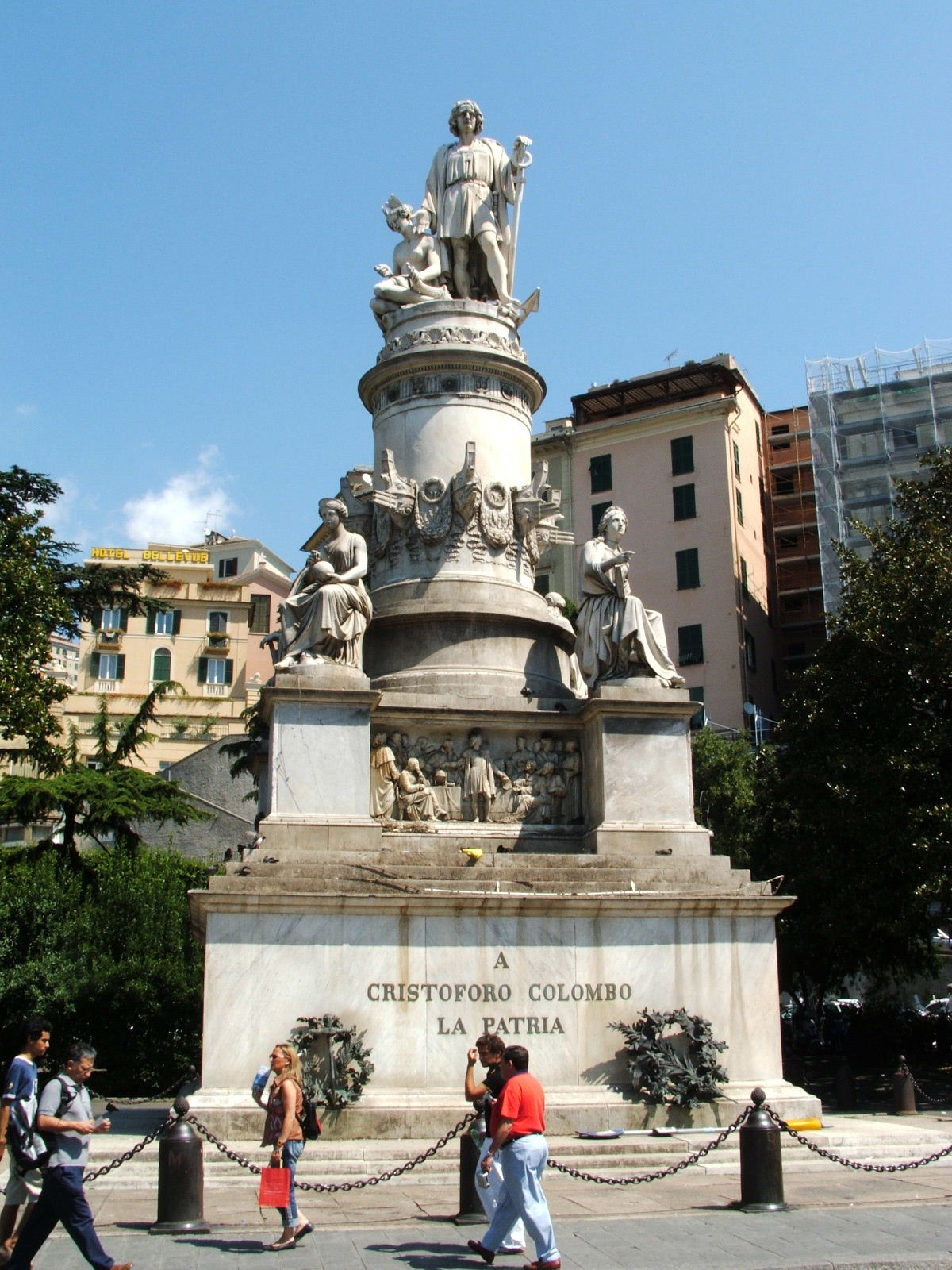
Monumento a Colombo a Genova
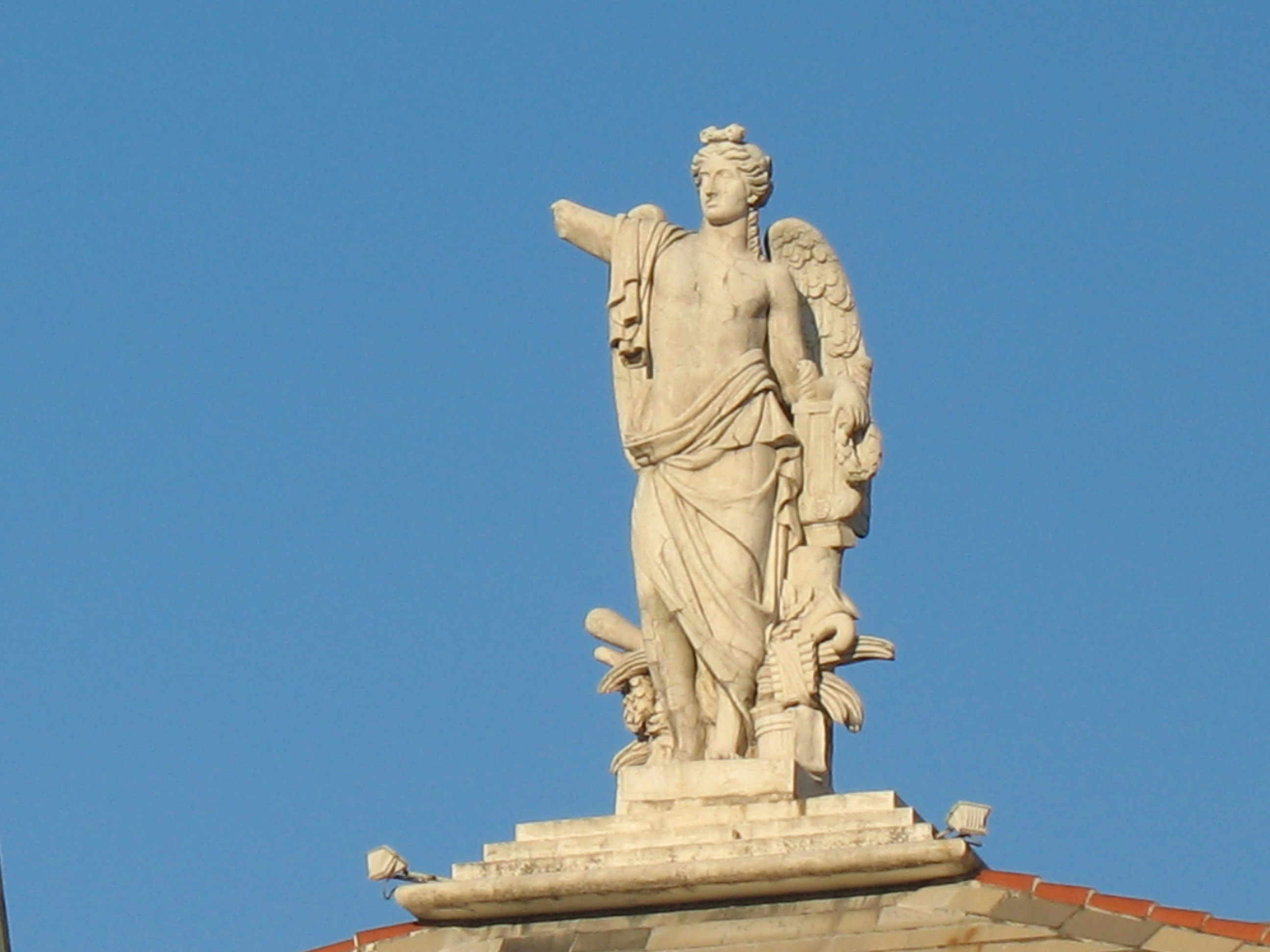
Statua sovrastante il pronao del teatro Carlo Felice, a Genova
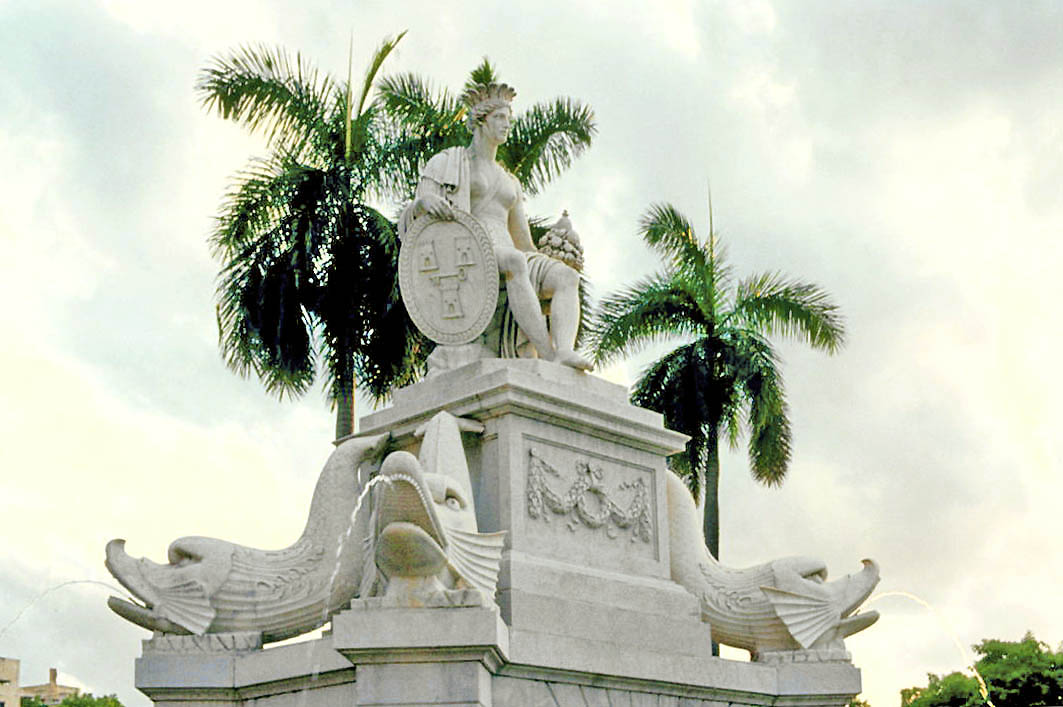
Fuente de la India, all'Avana
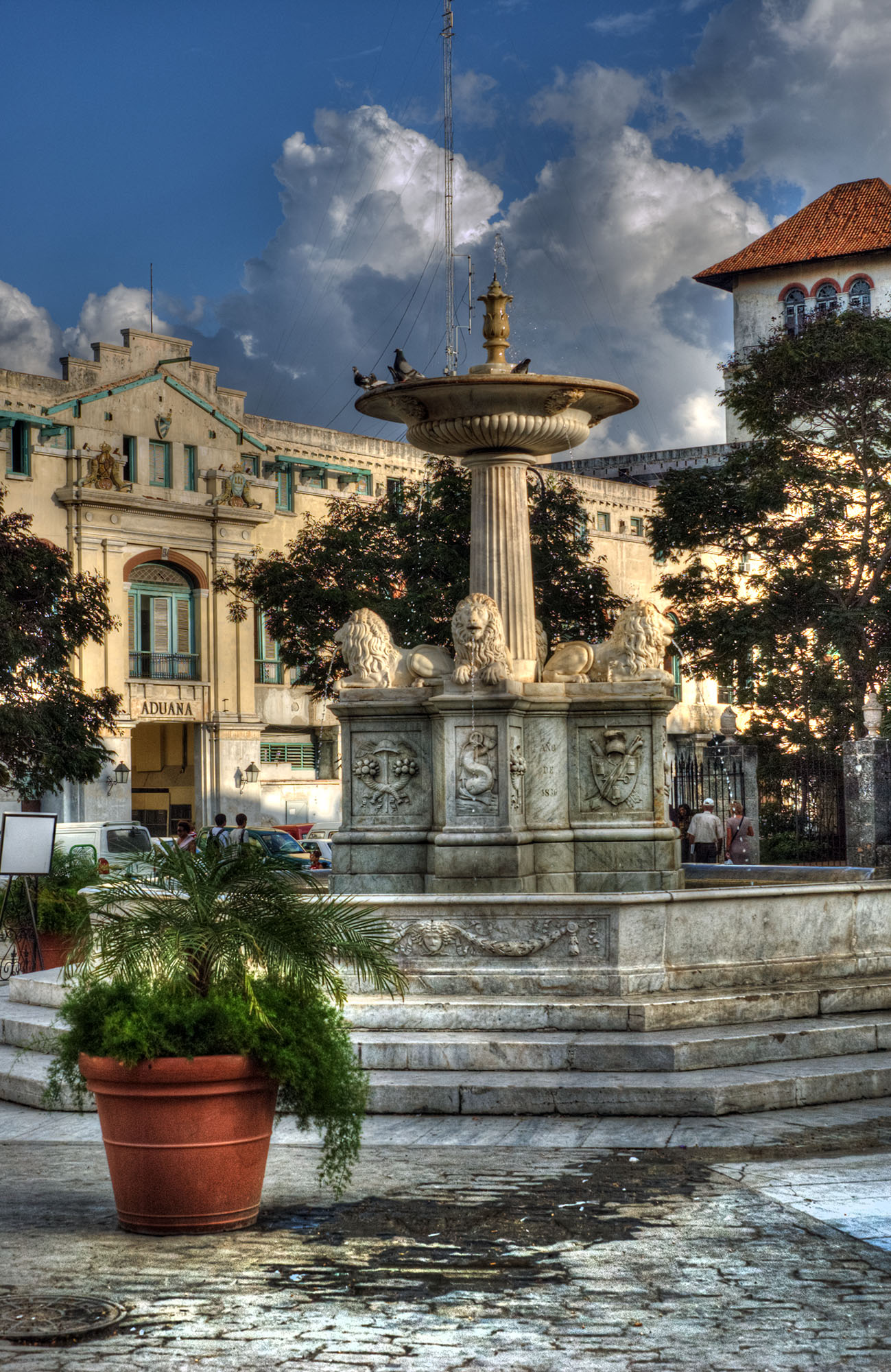
Fuente de los Leones, all'Avana